# Paula White
Paula White (ou White-Cain), née Paula Furr le 20 avril 1966 à Tupelo (Mississippi), est une pasteure chrétienne  évangélique charismatique et une télévangéliste américaine. Proche de Donald Trump à partir des années 2000, elle devient sa conseillère spirituelle en 2011, puis le reste durant sa présidence. Des soupçons de détournements de fonds pèsent sur elle et sur la congrégation Without Walls qu'elle a fondée.

## Biographie

### Jeunesse
Née le 20 avril 1966 à Tupelo (Mississippi), Paula Furr perd son père, qui se suicide quand elle a cinq ans. Entre six et treize ans, elle est victime de nombreuses agressions sexuelles de la part de voisins et de proches, mais sa mère n'apprend ces sévices que des années plus tard. Elle qui se destinait à la gymnastique devient une adolescente boulimique.

### Ministère
Elle se marie avec Dean Knight, dont elle a son seul enfant. Le couple se sépare en 1989, au moment où Paula fait la connaissance du pasteur Randy White, qu'elle épouse et avec qui elle fonde l'église Without Walls. Cette megachurch située en Floride revendique environ vingt mille fidèles .
Paula White lance un programme de prières et d’exhortations télévisées, Paula Today, qui connaît un succès important. Elle y gagne une importante fortune, qui correspond à la théologie de la prospérité qu'elle promeut : pour elle, la richesse est un signe divin de bonne santé spirituelle, et la pauvreté une punition venue d'en haut. Elle menace sur Internet ceux qui ne font pas de dons à son œuvre : « Vos rêves mourront et vos enfants aussi ».

### Rencontre avec Donald Trump
En 2001, après avoir regardé une prestation de Paula White, Donald Trump l'appelle pour la féliciter.

### Conseillère spirituelle de Donald Trump
En 2016, le nouveau président américain la nomme présidente du conseil évangélique de son administration.
En janvier 2017, elle est choisie pour prononcer une « invocation » lors de l’inauguration de la présidence de Donald Trump.
Le 31 octobre 2019, Paula White est nommée officiellement conseillère spirituelle de la Maison-Blanche. Elle y préside l'association Faith and Opportunity, qui assure la communication du président américain avec les différentes communautés religieuses
Elle affirme que « quand [elle est] à la Maison-Blanche, Dieu est à la Maison-Blanche ».
Le 4 novembre 2020, alors que l'élection présidentielle est finie mais que le décompte des bulletins est toujours en cours, elle est filmée en train de prêcher sur le thème de la « victoire » de Donald Trump ; cette vidéo est tournée en ridicule sur Internet tant les paroles et les gestes de Paula White sont outrés.
Le 6 février 2025, peu après sa nouvelle investiture pour un deuxième mandat présidentiel, Donald Trump annonce la création d'un Faith Office (« Bureau de la foi ») à la Maison-Blanche, dont Paula White devient la directrice.

## Enquête du Comité des Finances du Sénat
En 2007, son ministère était l’un des 6 ministères charismatiques qui ont fait l'objet d'une enquête du Sénat américain pour des allégations de détournements de dons dans le but de financer les modes de vie extravagants des télévangélistes. Toutefois, après la publication du rapport en 2011, aucune mesure supplémentaire n’a été prise.